# Náhon

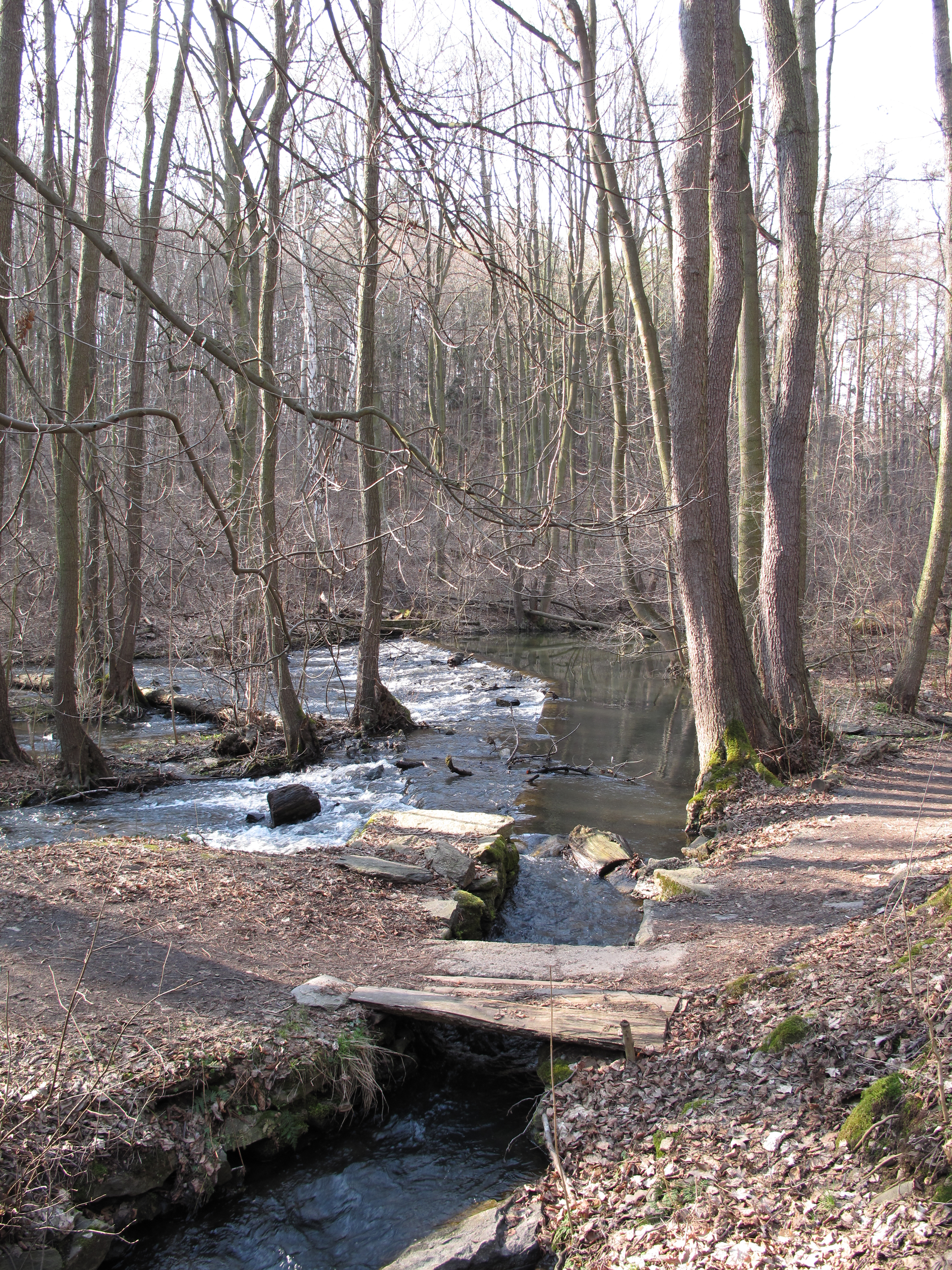
Splav s otevřeným náhonem

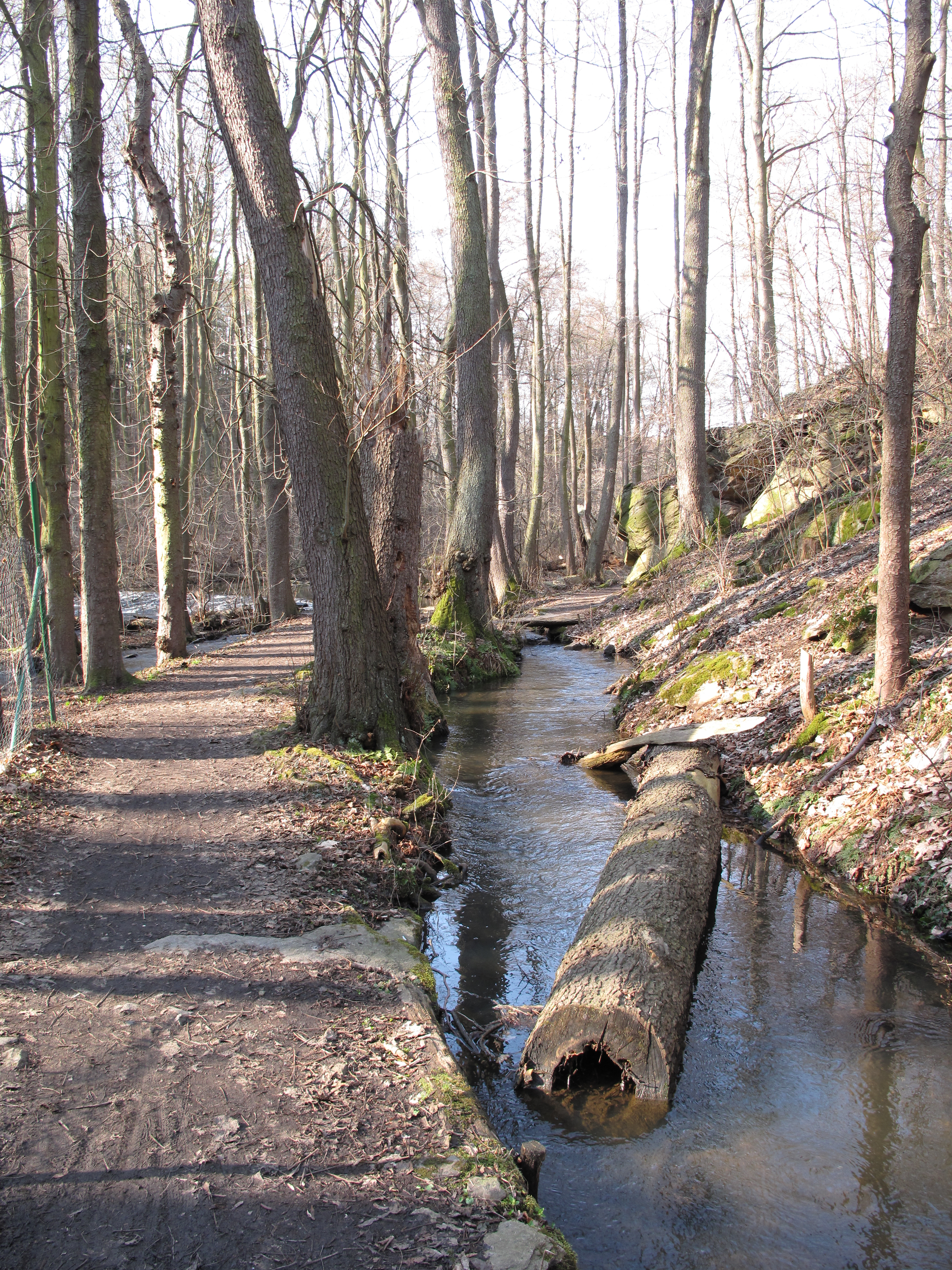
Vpravo náhon Spáleného mlýna, vlevo řeka Vrchlice

Náhon je lidskou činností vytvořený vodní kanál většinou začínající stavidlem na odbočení z hlavního vodního toku nad jezem, splavem či hrází nebo nad vtokem rybníka či jiné vodní nádrže. Náhony se používají pro přívod vody na vodní kolo (mlýnské kolo), které je silou vody roztáčeno a pohání nějaké stroje. Nejrozšířenější bývalo použítí ve mlýnech, kde jednoduchým převodem otáčelo mlýnskými kameny, které drtily obilí na mouku. Používaly se i k pohonu různých průmyslových strojů (v hamrech, pilách i jiných dílnách či továrnách. V moderní době jsou některé staré i nově budované náhony využívány malými vodními elektrárnami. U mlýnů na vrchní vodu pokračoval náhon jako vantroky, aby bylo možno dosáhnout maximálního spádu na kole.
Některé náhony využívalo více mlýnů v řadě. Proto bylo přesně stanoveno množství protékající vody. Všichni mlynáři měli na starosti se o náhon starat, tedy i čistit a opravovat ho. Zároveň měli na starosti splav, který zajišťoval přívod vody do náhonu.
Náhonem v užším smyslu se myslí vodní kanál přivádějící vodu k vodnímu kolu. Část náhonu za vodním kolem (resp. za posledním vodním kolem) se nazývá odpadní kanál nebo prostě odpad. Stavidly ovládaný boční kanál, kterými lze upouštět vodu z náhonu před vodním kolem nebo mezi jednotlivými mlýny, se nazývá jalový odpad. 